# Quadrimaera rocasensis
Quadrimaera rocasensis is een vlokreeftensoort uit de familie van de Maeridae. De wetenschappelijke naam van de soort is voor het eerst geldig gepubliceerd in 2007 door Senna & Serejo.